# Хронос-руйнівник
Хронос-руйнівник(  ісп. El Tiempo destructor ) — графічний твір з богом Хроносом, котрий створив французький художник і гравер Франсуа Перьє (1694—1649).

## Кронос і Хронос у греків
У стародавніх греків було два боги з подібними іменами Хронос (бог часу) та Кронос, старець похмурого вигляду, батько олімпійських богів і бог жнив і сільського господарства, атрибутами котрого були серп або  коса . У римлян це Сатурн. З плином часу римляни почали додавати до Кроноса-Сатурна інші атрибути, серед котрих були дракон або змія, що кусала власний хвіст.
У десятиліття європейського середньовіччя пройшло  зближення образів Хроноса і Кроноса, їх починають плутати. Народився образ бога часу або Батько-час за аналогом верховного бога християн Саваофа ( Бог-Отець ). В європейській культурі приблизно з 15 століття почав існувати своєрідний гібрид Кроноса і Хроноса. Відтепер у нього були крила, а серед атрибутів - коса Сатурна та пісочний годинник. 

## Хронос в добу бароко

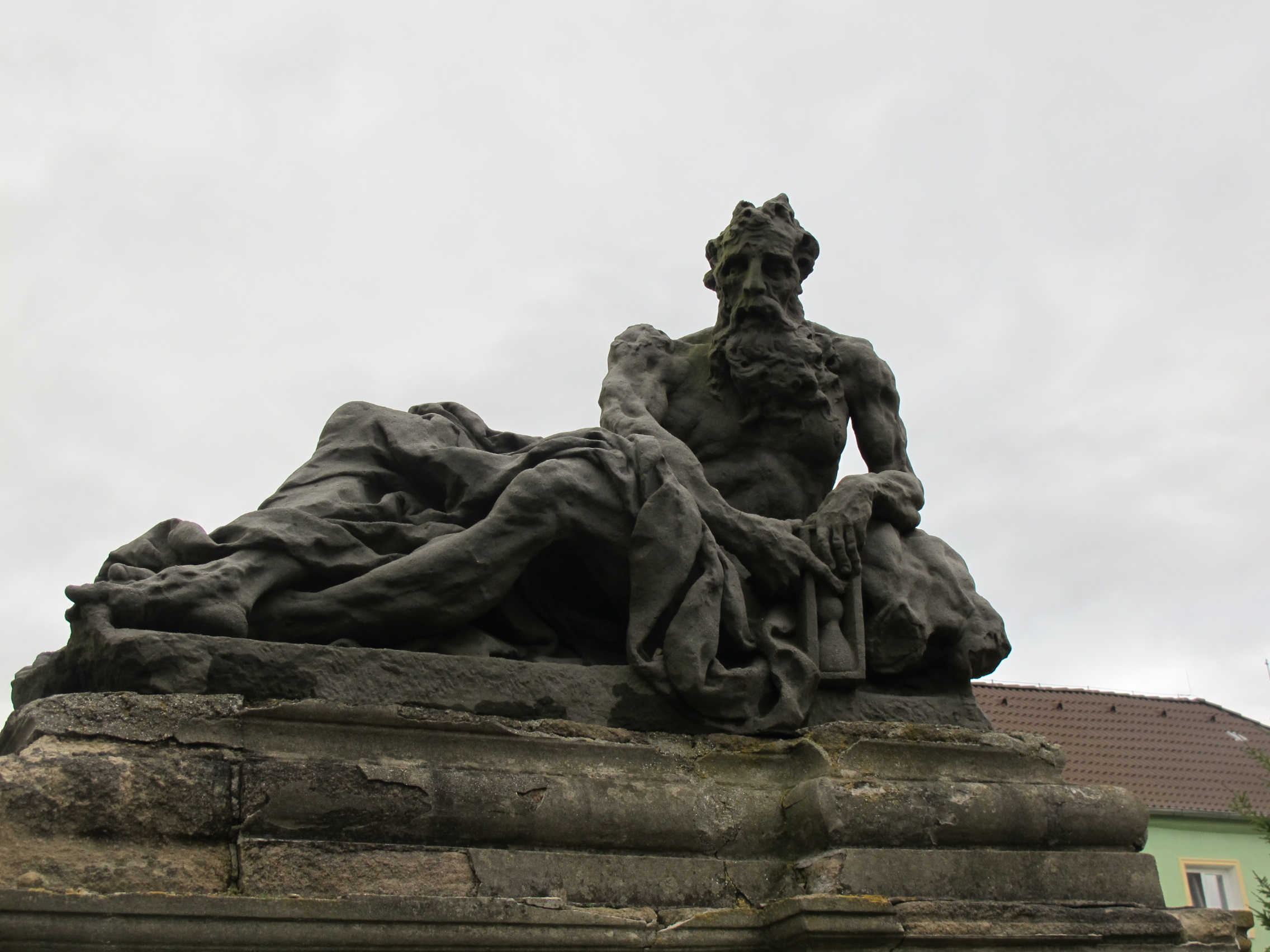
Скульптор Матьяш Бернард Браун. «Хронос», Цитоліби, сучасна Чехія.

В західноєвропейську цивілізацію з кінця 16 століття приходить уява про неупинний плин часу, що має дві протилежні властивості - час приносить нове (не завжди краще — за минуле ) і невпинно руйнує сучасне. Цей невблаганний плин чітко показували годинники, що теж отримали поширення серед багатих верств населення. Час перейшов у вартісну складову людського буття, його починають поціновувати чим далі, тим більше.
Алегорія невблаганного Хроноса,  крилатого і старого, з цинічним виразом обличчя, з косою і пісочним годинником прийшла у гравюру і живопис бароко, в алегоричний портрет і історичний живопис, у бароковий надгробок, в садово-паркову скульптуру. Низка майстрів бароко ( графіки, скульптори, художники) зробили власні інтерпретації невблаганного бога в камені, мармурі, в бронзі, на полотні чи на папері. 

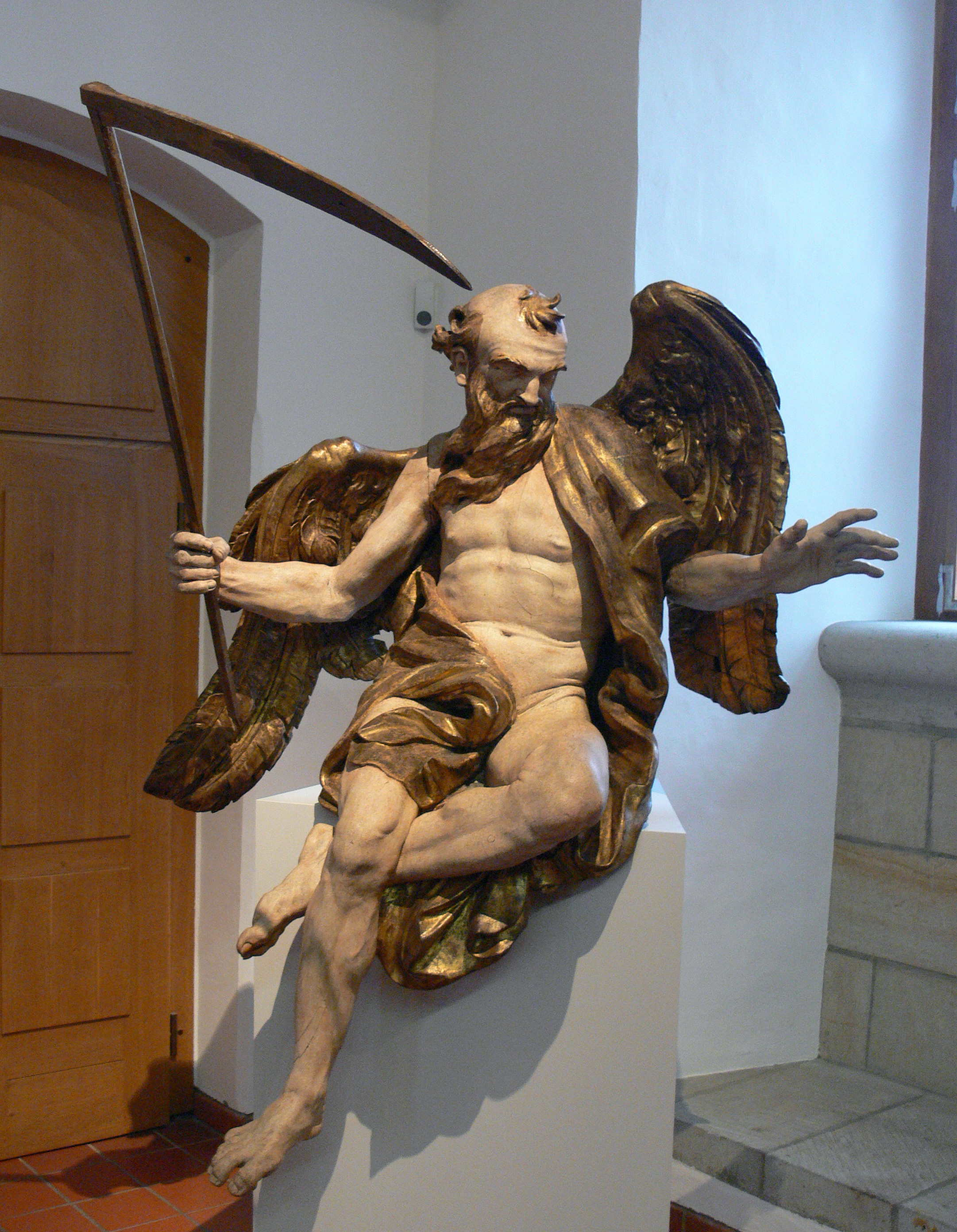
Георг Германн (1630–1700). «Хронос», 1696 р. для церкви Якобкірхе
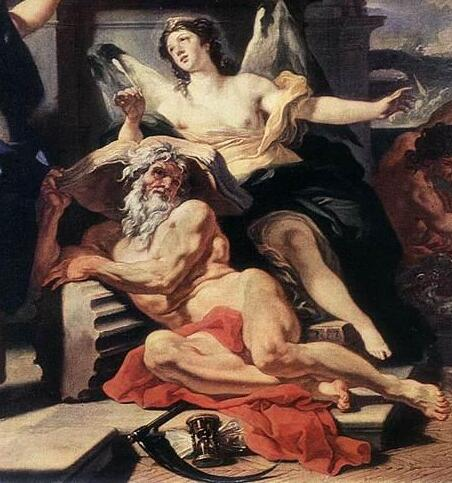
Франческо Солімена. «Цинічний Хронос підтримує Книгу історії», нижній фрагмент картини 1690 року.
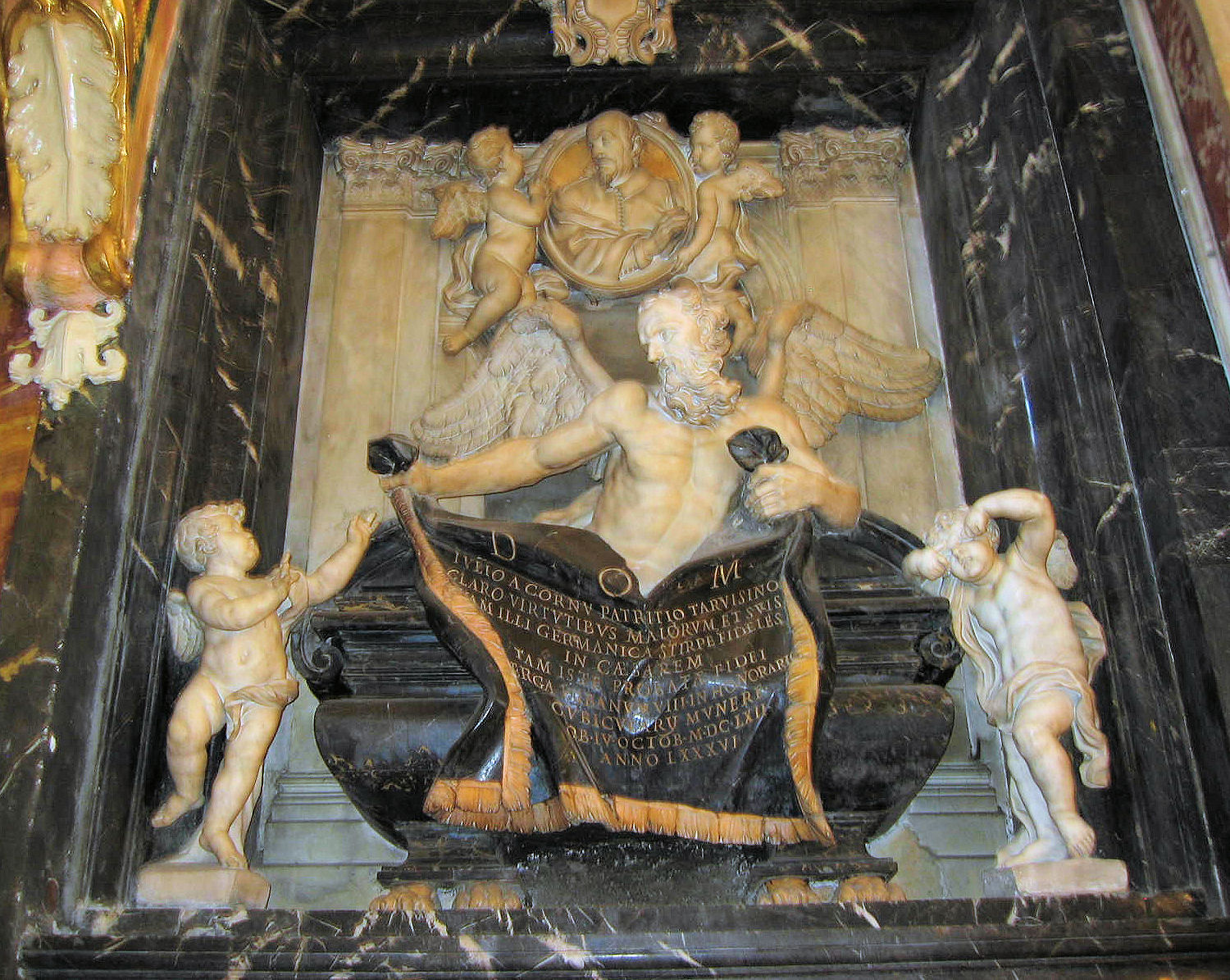
Ерколе Феррата, нагробок Джуліо дель Корно з Хроносом і путті, Рим.
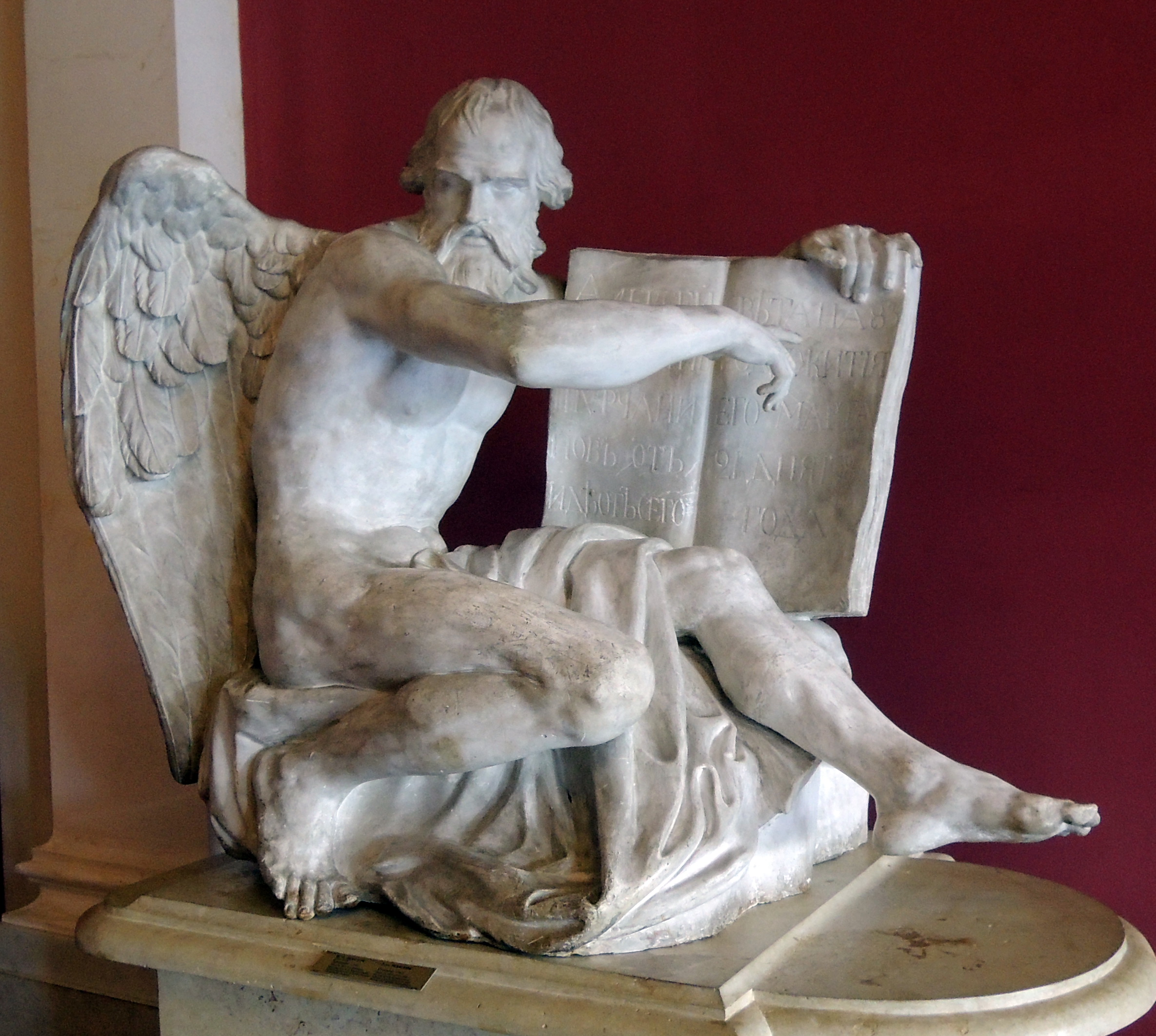
Мартос Іван Петрович. «Хронос з Книгою буття», надгробок Турчанінова,  1792р., гіпсова модель, Російський музей.

## Хронос-руйнівник у Франсуа Перьє
Франсуа Перьє належав до мандрівних майстрів 17 ст. Він двічі полишав Францію заради праці в Італії, де перебував в Римі спочатку п'ять (1624-1629), а потім десять років (1634—1644). Праця з академічними майстрами Риму сприяла засвоєнню Франсуа Перьє розвиненої в Італії образної системи бароко, де серед інших був сприйнятий і образ Хроноса-руйнівника.
В Римі Перьє звернувся до техніки гравюри і створив сто (100) дощок-матриць із зображенням уславлених зразків скульптури. Вони увійшли до видання «Сто уславлених римських скульптур, котрі уникли ревнивого зуба Хроноса». Видання потребувало фронтиспісу. Титульну сторінку видання Перьє і присвятив  Хроносу-руйнівнику. Старий і дещо виснажений крилатий бог стоїть біля постаменту і брутально відкушує шматок від скульптури. Як зразок Франсуа Перьє подав зменшену копію Ватиканського торса, що дійшов без голови, рук і ніг, обламаних нижче колін. Бог Хронос нагло продовжує псувати скульптуру. Франсуа Перьє не забув звичних на той час атрибутів невблаганного бога - звідси коса в його руці та змія, що кусає власний хвіст. Видання Франсуа Перьє було оприлюднене 1648 року. 
Більшість творів митця або загубилася, або була знищена. Серед небагатьох збережених — гравюра з зображенням Хроноса-руйнівника.